# Rozhodování
Rozhodování je proces, při kterém jedinec či kolektiv vybírá nejlepší akci ze všech možných akcí. Jedná se o takovou akci (volbu), která nejlépe naplní dané možnosti (preference).
Příkladem rozhodování je nákup automobilu, kdy se kupující na základě svých preferencí (cena, výkon, barva) rozhoduje mezi omezeným počtem možností (jednotlivé dostupné modely).
Při rozhodování jedinec uplatňuje různé rozhodovací postupy. Popisem rozhodovacího procesu se zabývá rozhodovací věda. V rozhodování mu mohou pomoci systémy pro podporu rozhodování. Je možné i vyhledat specialistu, kteří mohou s velmi složitým rozhodováním pomoci.

## Průběh rozhodování
Odborníci rozlišují dvě složky rozhodovacího procesu. Je to proces uvažování a porovnávání.

### Uvažování
Svým přemýšlením jedinec zjišťuje, jaké závislosti v dané úloze, kterou má rozhodnout, platí. Hledá souvislosti a uvažuje o důsledcích svého jednání. Zjišťuje objektivní fakta a snaží se získat relevantní poznatky.

### Porovnávání
Zde se naopak jedná o zjišťování subjektivních souvislostí, tedy jak dané možnosti vyhovují „mně“, konkrétnímu jedinci. Porovnávání může probíhat takto:
1. Znám potřebná fakta o úloze (tedy částečně podmíněno uvažováním)
2. Znám svoje elementární preference
3. Porovnávání spojí první dva vstupy a vyrobí z nich celkové preference

Na základě celkových preferencí může jedinec učinit rozhodnutí.

## Techniky rozhodování
Techniky rozhodování mohou být rozděleny do dvou širokých kategorií: skupinové rozhodovací techniky a individuální rozhodovací techniky.

### Skupinové
- Konsensuální se snaží vyhnout se "vítězům" a "poraženým". Konsensus vyžaduje, aby většina souhlasila s daným směrem akce a menšina to alespoň akceptovala. Jinak řečeno, pokud menšina nesouhlasí se směrem akce, konsensus požaduje, aby směr akce byl upraven tak, aby z něj byly odstraněny sporné části.
- Metody založené na hlasování
  - Majorita vyžaduje podporu nadpoloviční většiny členů skupiny. Laťka je tedy nižší, než u konsensu.
  - Pluralita, kde největší skupina rozhoduje, i když nemá majoritu.
  - Kvadratické hlasování umožňuje přispěvatelům vyjádřit jejich preferenci a intenzitu preference pro každé rozhodnutí (na rozdíl od jednoduchého rozhodnutí pro nebo proti)
  - Rozsahové hlasování nechá každého člena ohodnotit jednu či více dostupných voleb. Volba s nejvyšším průměrem je zvolena.

### Individuální
- Rozhodovací rozvaha - vypsání výhod a nevýhod (benefitů a nákladů, pro a proti) každé volby.
- Optimalizace očekávané hodnoty - zvolení alternativy s nejvyšším pravděpodobností váženým využitím, volitelně se zvážením averze k riziku.
- Satisfakce - zvažování alternativ jen do té doby, dokud není nalezena první akceptovatelná.
- Souhlas s osobou s autoritou, či "expertem", "jen následování příkazů"
- Anti-autoritářství - provedení nejvíce opačné akce v porovnání s radami nedůvěryhodných autorit.
- Házenkářství - např. hození si mincí, vylosování lístků z několika variant a jiné metody založené na náhodě, nebo souhře okolností - taroty, astrologie.
- Automatizované - vytvoření kritérií pro automatizované rozhodování.
- Systémy pro podporu rozhodování - použití programů pro rozhodování při setkání se s komplexním rozhodováním, nebo když se zvažuje mnoho zapojených lidí, kategorií, nebo jiných faktorů, které ovlivňují rozhodování.

## Kroky
Různí badatelé zformulovali podobné předepsané kroky zaměřené na zlepšení rozhodování.

### GOFER
V osmdesátých letech (1980) psycholog Leon Mann a kolegové vyvinuli systém rozhodování nazvaný GOFER, který učili dospělé, jak bylo shrnuto v knize Teaching Decision Making To Adolescents. 
1. Ujištění se o cíli.
2. Generování možností.
3. Hledání fakt.
4. Zvážení důsledků.
5. Zhodnocení a implementace.

### DECIDE
V roce 2008 Kristina Guo publikovala model DECIDE pro rozhodování, který má šest částí:
1. Definice problému.
2. Vypsání seznamu všech kritérií (omezení).
3. Zvážení či sesbírání všech alternativ.
4. Výběr nejlepší alternativy.
5. Vývoj a implementace akčního plánu.
6. Vyhodnocení a sledování hodnocení a zvážení zpětné vazby, je-li to potřeba.

## Kognitivní a osobní zkreslení
Proces rozhodování je ovlivňován klamy. Objevují se více, když je rozhodováno pod tlakem, nebo stresem, nebo jde o vysoce složité rozhodování.
Zde je seznam běžně debatovaných klamů v úsudku a rozhodování:
- Selektivní hledání důkazů (také známé jako Konfirmační zkreslení): Lidé mají sklon chtít sbírat fakty, které podporují konkrétní závěry, ale nebrat v úvahu jiná fakta, která podporují jiné závěry.
- Předčasné ukončení hledání důkazů: Lidé mají sklon akceptovat první alternativu, která vypadá, jakože by mohla fungovat.
- Kognitivní setrvačnost je neochota změnit existující myšlenkové vzorce ve tváři nových okolností.
- Selektivní vnímání: Lidé aktivně přeskakují informace, které si myslí, že nejsou důležité (viz Předsudek).
- Chtění, aby to byla pravda (anglicky wishful thinking)
- Zkreslení podporující volbu nastává, když lidé rozostřují vzpomínky zvolených a odmítnutých voleb proto, aby zvolené volby vypadaly atraktivnější.
- Poslednost (anglicky recency) - Lidé mají sklon být pozornější k posledním informacím a buď ignorovat, nebo zapomínat starší informace.
- Opakování - Chtění věřit tomu, co se říká nejčastěji.
- Kotvení - rozhodování je příliš ovlivněno počáteční informací, která tvaruje náš pohled na následující informace.
- Skupinové myšlení (anglicky groupthink) je vzájemný tlak držet názory držené skupinou.
- Zkreslení důvěryhodnosti zdroje je tendence odmítnout tvrzení osoby na základě zkreslení oproti osobě, organizaci, nebo skupině, do které osoba náleží.
- Asymetrie přiznávání kreditu - lidé mají sklon přiznat své úspěchy interním faktorům - svým schopnostem, či talentům, ale vysvětlovat své chyby v termínech externích faktorů, jako například smůla.
- Hraní role je tendence vyhovovat očekávání druhých lidí o rozhodování.
- Podcenění nejistoty a iluze ovládání: Lidé mají sklony podceňovat budoucí nejistotu díky tendenci věřit, že mají více kontroly nad událostmi, než ve skutečnosti mají.
- Optimismus je tendence přeceňovat pravděpodobnost výskytu pozitivních událostí v budoucnosti a podceňovat pravděpodobnost negativních životních událostí.

## Kognitivní styly

### Optimalizace versus satisfakce
Herbert A. Simon stvořil frázi "omezená racionalita" k vyjádření myšlenky, že lidské rozhodování je omezené dostupnou informací, dostupným časem a schopností mysli zpracovávat informace. Další psychologický výzkum identifikoval individuální rozdíly mezi dvěma kognitivními styly: maximalizátoři se pokouší udělat optimální rozhodnutí, zatímco satisfaktoři se jednoduše snaží najít řešení, které je "dost dobré". Maximalizátoři mají sklon strávit delší čas rozhodováním díky potřebě maximalizovat výkon skrze všechny proměnné a pečlivě zvážit všechny kompromisy, také mají sklony častěji litovat svých rozhodnutí (možná proto, že jsou více než satisfaktoři schopni rozpoznat, že se rozhodnutí ukázalo být suboptimální).

### Racionální versus intuitivní
Psycholog Daniel Kahneman adoptoval termíny původně navrhované psychologem Keithem Stanovichem a Richardem Westem a teoretizoval, že lidské rozhodování je výsledek souhry mezi dvěma druhy kognitivních procesů: automatický intuitivní systém (nazývaný "System 1") a námahu vyžadující racionální systém (nazývaný "System 2"). System 1 je systém odspoda nahoru, rychlý a výchozí systém pro rozhodování, zatímco system 2 je shora dolů, pomalý a explicitní systém rozhodování. System 1 obsahuje jednoduchou heuristiku v úsudku a rozhodování, jako například heuristika afektu (rozhodování pod vlivem emocí), heuristika dostupnosti, heuristika známosti a heuristika reprezentativnosti.

### Obecný styl rozhodování (GDMS)
V testu obecného stylu rozhodování vyvinutém Suzanne Scottovou a Reginaldem Brucem existuje pět stylů rozhodování: racionální, intuitivní, závislý, vyhýbavý a spontánní.  Těchto pět stylů rozhodování se mění v závislosti na kontextu a situaci a žádný styl není nutně lepší, než kterýkoliv jiný. V příkladech níže jedinec pracuje pro firmu a je mu nabídnuta pozice v jiné firmě.
- Racionální styl je hledání do hloubky a silné zvážení jiných možností a/nebo informací před učiněním rozhodnutí. V tomto stylu by jedinec prozkoumal novou nabízenou práci, zhodnotil svoji aktuální práci a díval se na plusy a minusy zvolení nového místa oproti setrvání v aktuální firmě.
- Intuitivní styl je důvěra v první pocity a instinktivní reakce. V tomto stylu když jedinec zpočátku preferuje nové místo, protože má pocit, že pracovní prostředí je pro něj vhodnější, tak by se rozhodl zkusit novou práci. Jedinec by nemusel udělat toto rozhodnutí hned jakmile by byla nabídnuta tato práce.
- Závislý styl je požádat jiné lidi o podněty a rady k tomu, jaké rozhodnutí by mělo být učiněnu. V tomto stylu by se jedinec mohl zeptat přátel, rodiny, spolupracovníků, ale ne nutně všech těchto lidí.
- Vyhýbavý styl je odvrácení zodpovědnosti učinit volbu. V tomto stylu by jedinec neudělal rozhodnutí, takže by zůstal v aktuální práci.
- Spontánní styl je potřeba udělat rozhodnutí tak brzo, jak jen to bude možné raději, než čekání na učinění rozhodnutí. V tomto stylu by jedinec přijmul nebo odmítnul práci, jakmile by mu byla nabídnuta.